# San-Pédro flygplats

San-Pédro flygplats är en flygplats vid staden San-Pédro i Elfenbenskusten, i landets sydvästra del. San-Pédro flygplats ligger 9 meter över havet. IATA-koden är SPY och ICAO-koden DISP. Flygplatsen, som har reguljära inrikesflyg, hade 1 048 starter och landningar med totalt 47 350 passagerare och 14,1 ton frakt 2021.